# Amentane
Amentane (en arabe : أمنطان) est un village algérien et une oasis de la commune de Tigherghar, dans la wilaya de Batna.

## Localisation
Amentane est situé à douze kilomètres au sud de la commune de Menaa.

### Villes proches
Les six villes les plus proches d'Amentane sont :
- Ouarka : 3,23 km
- Tiloukach : 3,57 km
- Aoughanime : 4,24 km
- Talilit : 5 km
- Braied : 6,97 km
- Beni Souk : 7,93 km

### Coordonnées géographiques
- Région : Batna
- Latitude : 35,1175000
- Longitude : 5,9408330
- UFI : -458629
- UNI : -659409
- MGRS : 31SGU6801290032
- JOG : NI31-04

## Économie
Amentane est aussi une oasis où sont produites des dattes. On y trouve aussi des jardins où l'on cultive essentiellement des abricots, des pêches et les grenades. Un commerce de miel est aussi développé dans la région.

## Personnalités liées au village
Chérif Merzougui, peintre et décorateur algérien, est né à Amentane le 8 février 1951.